# Vlaški Do (Smederevska Palanka)
Vlaški Do (em cirílico: Влашки До) é uma vila da Sérvia localizada no município de Smederevska Palanka, pertencente ao distrito de Podunavlje, na região de Šumadija, Jasenica. A sua população era de 971 habitantes segundo o censo de 2011.

## Demografia
| 1948 | 1953 | 1961 | 1971 | 1981 | 1991 | 2002 | 2011 |
| ---- | ---- | ---- | ---- | ---- | ---- | ---- | ---- |
| 1961 | 1713 | 1644 | 1526 | 1477 | 1287 | 1161 | 971  |